# Harald Punt

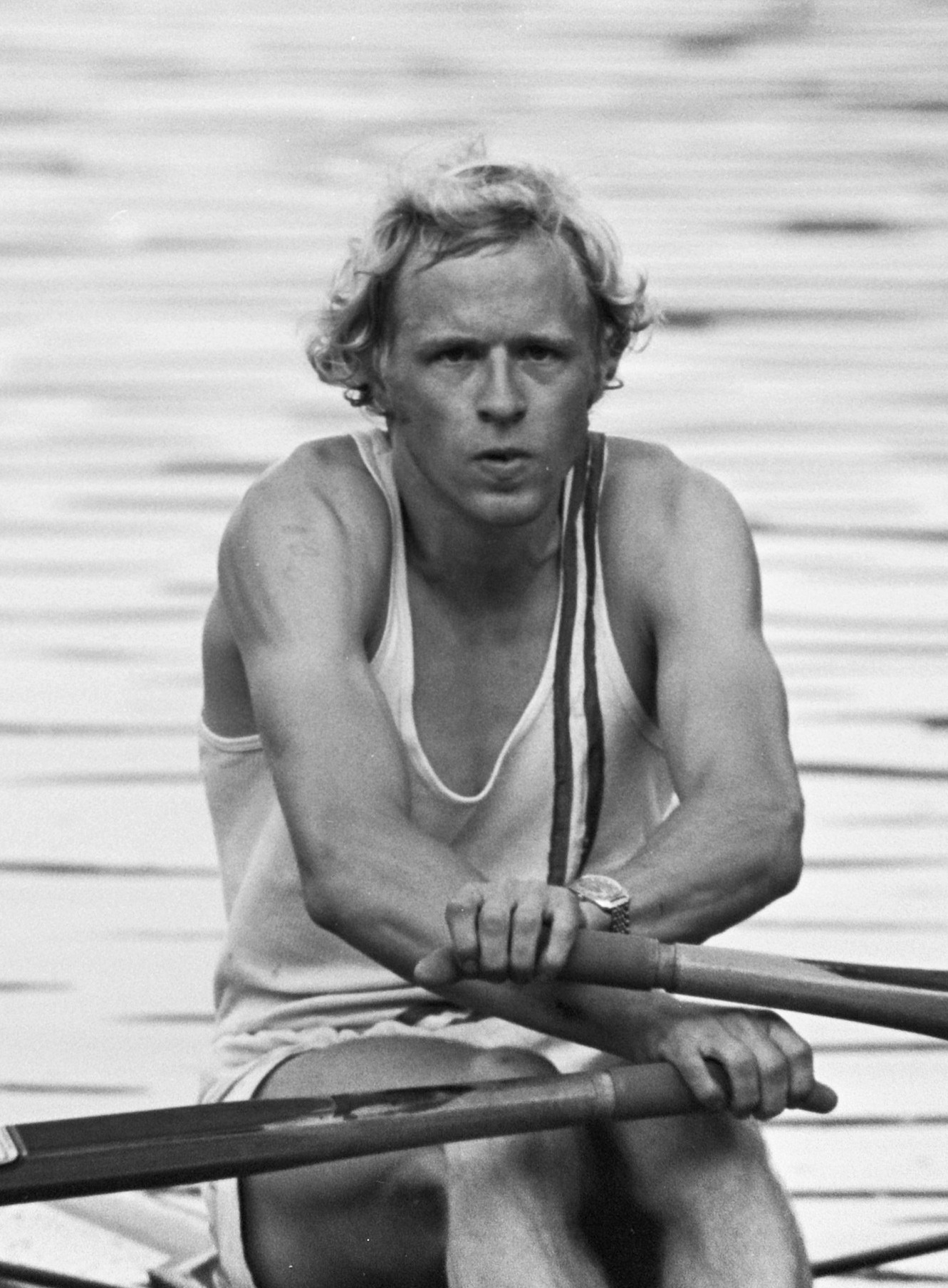
Harald Punt als niederländischer Meister auf der Bosbaan 1975

Harald Punt (* 18. Februar 1952) ist ein ehemaliger niederländischer Ruderer. Im Leichtgewichts-Einer war er 1974 (inoffizieller) Vize-Weltmeister.
Harald Punt war 1970 Sechster im Einer bei den Junioren-Weltmeisterschaften ohne Gewichtsbeschränkung geworden. Im Erwachsenenbereich war Punt ausschließlich als Leichtgewichtsruderer aktiv.
Im Leichtgewichtsrudern wurden von 1974 bis 1984 FISA-Meisterschaften ausgetragen, erst ab 1985 firmierten diese Meisterschaften offiziell als Ruder-Weltmeisterschaften. Bei der ersten Austragung der FISA-Meisterschaften 1974 belegte Harald Punt im Einer den zweiten Platz hinter dem US-Amerikaner William Belden und vor dem Schweizer Reto Wyss. Bei den nächsten drei Austragungen belegte Punt den fünften (1975), sechsten (1976) und siebten Platz (1977). 1979 war er mit Roel Michels Vizeweltmeister im Leichtgewichts-Doppelzweier.
Nach seiner Karriere war der ausgebildete Bootsbauer als Trainer bei verschiedenen Rudervereinen in Deutschland tätig, wo er unter anderem Andreas Schmelz trainierte. Einer der Vereine, mit denen Punt zusammenarbeitet, ist der Heidelberger Ruderklub.